# Rho2 Cephei
Título a ser usado para criar uma ligação interna é Rho2 Cephei.
Rho2 Cephei (Al Kalb al Rai, 29 Cephei) é uma estrela na direção da constelação de Cepheus. Possui uma ascensão reta de 22h 29m 52.97s e uma declinação de +78° 49′ 27.6″. Sua magnitude aparente é igual a 5.45. Considerando sua distância de 237 anos-luz em relação à Terra, sua magnitude absoluta é igual a 1.14. Pertence à classe espectral A3V.